# 朝来川
朝来川（あせくがわ）は、京都府舞鶴市を流れる二級水系の本流。

## 地理
京都府舞鶴市と福井県大飯郡高浜町の境にある青葉山（標高693m）の西側、舞鶴市登尾地区に源を発し、朝来地区を通り舞鶴湾へ注ぐ。

## 特徴
下流の河口付近には、日本有数のガラスメーカー・日本板硝子の舞鶴事業所などが立地している。（詳しくは、平工業団地の項を参照のこと。）
中流付近の河川敷には、以前はJR小浜線松尾寺駅から工業団地への貨物専用の引き込み線（朝来側線）があったが、廃止されたのちサイクリングロードと桜並木が整備されている。

## 流域の自治体
京都府
- 舞鶴市

## 主な支流
- 大波上川
- 吉野川
- 早稲田川
- 今谷川
- 石裏川
- 三ケ森川